# Collegio uninominale Campania 2 - 10
Il collegio elettorale uninominale Campania 2 - 10 è stato un collegio elettorale uninominale della Repubblica Italiana per l'elezione della Camera dei deputati tra il 2017 ed il 2022.

## Territorio
Come previsto dalla legge elettorale italiana del 2017, il collegio era stato definito tramite decreto legislativo all'interno della circoscrizione Campania 2.
Era formato dal territorio di 96 comuni: Agropoli, Alfano, Aquara, Ascea, Atena Lucana, Auletta, Bellosguardo, Buccino, Buonabitacolo, Caggiano, Camerota,  Campora, Cannalonga, Casal Velino, Casalbuono, Casaletto Spartano, Caselle in Pittari, Castel San Lorenzo, Castelcivita, Castellabate, Castelnuovo Cilento, Celle di Bulgheria, Centola, Ceraso, Cicerale, Controne, Corleto Monforte, Cuccaro Vetere, Felitto, Futani, Gioi, Giungano, Ispani, Laureana Cilento, Laurino, Laurito, Lustra, Magliano Vetere, Moio della Civitella, Montano Antilia, Monte San Giacomo, Montecorice, Monteforte Cilento, Montesano sulla Marcellana, Morigerati, Novi Velia, Ogliastro Cilento, Omignano, Orria, Ottati, Padula, Perdifumo, Perito, Pertosa, Petina, Piaggine, Pisciotta, Polla, Pollica, Prignano Cilento, Ricigliano, Roccadaspide, Roccagloriosa, Rofrano, Romagnano al Monte, Roscigno, Rutino, Sacco, Sala Consilina, Salento, Salvitelle, San Giovanni a Piro, San Gregorio Magno, San Mauro Cilento, San Mauro la Bruca, San Pietro al Tanagro, San Rufo, Santa Marina, Sant'Angelo a Fasanella, Sant'Arsenio, Sanza, Sapri, Sassano, Serramezzana, Sessa Cilento, Stella Cilento, Stio, Teggiano, Torchiara, Torraca, Torre Orsaia, Tortorella, Trentinara, Valle dell'Angelo, Vallo della Lucania e Vibonati.
Il collegio era quindi interamente compreso nella provincia di Salerno e faceva parte del collegio plurinominale Campania 2 - 03.

## Eletti
| Elezione | Elezione | Deputato         | Partito      |
| -------- | -------- | ---------------- | ------------ |
|          | 2018     | Marzia Ferraioli | Forza Italia |

## Dati elettorali

### XVIII legislatura
Come previsto dalla legge elettorale, 232 deputati erano eletti con sistema a maggioranza relativa in altrettanti collegi uninominali a turno unico.
| Candidati              | Candidati                  | Voti    | %     | Liste                           | Voti    | %     |
| ---------------------- | -------------------------- | ------- | ----- | ------------------------------- | ------- | ----- |
|                        | Marzia Ferraioli ✔️ Eletto | 45 307  | 34,61 | Forza Italia                    | 26 603  | 20,32 |
| Lega                   | Marzia Ferraioli ✔️ Eletto | 45 307  | 34,61 | 9 428                           | 7,20    |       |
| Fratelli d'Italia      | Marzia Ferraioli ✔️ Eletto | 45 307  | 34,61 | 7 087                           | 5,41    |       |
| Noi con l'Italia - UDC | Marzia Ferraioli ✔️ Eletto | 45 307  | 34,61 | 2 189                           | 1,67    |       |
|                        | Alessia D'Alessandro       | 41 684  | 31,84 | Movimento 5 Stelle              | 41 684  | 31,84 |
|                        | Francesco Alfieri          | 34 792  | 26,58 | Partito Democratico             | 25 504  | 19,48 |
| Civica Popolare        | Francesco Alfieri          | 34 792  | 26,58 | 4 004                           | 3,06    |       |
| Italia Europa Insieme  | Francesco Alfieri          | 34 792  | 26,58 | 2 807                           | 2,14    |       |
| +Europa                | Francesco Alfieri          | 34 792  | 26,58 | 2 477                           | 1,89    |       |
|                        | Luigi Giordano             | 4 798   | 3,66  | Liberi e Uguali                 | 4 798   | 3,66  |
|                        | Filippo Isoldi             | 1 297   | 0,99  | Potere al Popolo!               | 1 297   | 0,99  |
|                        | Daniela Rispoli            | 957     | 0,73  | Italia agli Italiani            | 957     | 0,73  |
|                        | Vito Faiella               | 567     | 0,43  | CasaPound                       | 567     | 0,43  |
|                        | Michelina Focarile         | 409     | 0,31  | Il Popolo della Famiglia        | 409     | 0,31  |
|                        | Bruno Campochiaro          | 387     | 0,30  | Partito Valore Umano            | 387     | 0,30  |
|                        | Ivana Vullo                | 369     | 0,28  | Partito Comunista               | 369     | 0,28  |
|                        | Federica Russo             | 191     | 0,15  | Per una Sinistra Rivoluzionaria | 191     | 0,15  |
|                        | Enzo Coppola               | 161     | 0,12  | 10 Volte Meglio                 | 161     | 0,12  |
| Totale                 | Totale                     | 130 919 | 100   |                                 | 130 919 | 100   |
|                        |                            |         |       |                                 |         |       |
| Voti non validi        | Voti non validi            | 6 703   | 4,87  |                                 |         |       |
| Votanti                | Votanti                    | 137 622 | 69,55 |                                 |         |       |
| Elettori               | Elettori                   | 197 876 |       |                                 |         |       |